# South Marston
South Marston  è un piccolo villaggio e una parrocchia civile della contea del Wiltshire che si trova nel Borgo di Swindon, Sud Ovest dell'Inghilterra, Regno Unito.

## Geografia
South Marston è un piccolo villaggio situato nella contea del Wiltshire, in Inghilterra. Si trova alla periferia di Swindon è circondato da ampie campagne.

## Storia

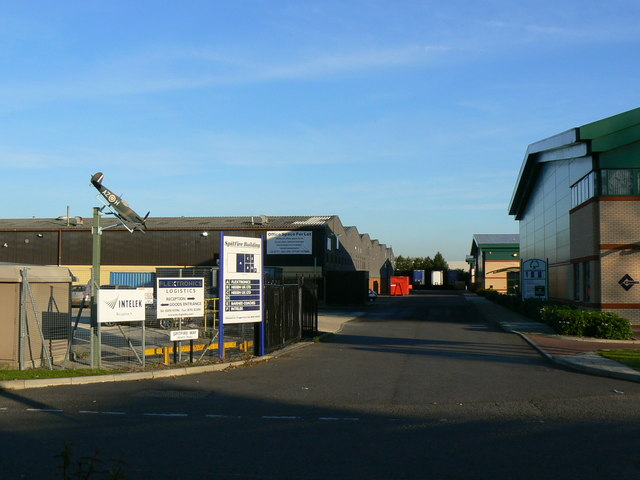
Spitfire Way a South Marston. Il patrimonio industriale risale alla seconda guerra mondiale, quando la compagnia aerea Supermarine costruiva qui aerei da guerra. Alcuni dei nomi delle strade locali hanno collegamenti con gli aerei, come Stirling, Lancaster e Viscount

Vi sono evidenze di insediamementi preistorici dell'età del ferro a South Marston e vi sono documentazioni di presenze romane e sassoni. Il territorio del villaggio era originariamente paludoso, da cui "Marston", antico inglese per "fattoria paludosa". Quando le paludi si ritirarono in moti vi si trasferirono per coltivare la terra fertile. South Marston non è menzionata nel Domesday Book ma le sue origini sassoni, quando era chiamata Merston, sono documentate dal 1204. L'insediamento si è sviluppato attorno alla chiesa di Santa Maria Maddalena dell'XI secolo, che conserva ancora le mura originali della navata, le porte nord e sud e il fonte battesimale. Il presbiterio è del XIII secolo e la torre e la porta ovest furono aggiunte intorno al 1615. Le distese aperte di campi coltivabili, paludi e prati sostentarono gli abitanti del villaggio medievale fino al XV secolo. Poi vennero gradualmente destinati all'allevamento di bestiame, formando il modello di campo che ci è pervenuto. Con l'aumento della domanda di prodotti caseari l'allevamento di bovini da latte si è fatto più intensivo con nuove fattorie. Per tutto il 1600, la maggior parte del villaggio faceva parte di "tenute" di proprietà di proprietari terrieri esterni al villaggio, come le famiglie Hippersley, Hungerford e Freke che avevano terreni simili in tutta la contea e oltre. La terra veniva affittata agli agricoltori locali e gli stessi nomi ricorrono nei registri storici relativi all'affitto o al miglioramento della terra: le famiglie Burges, Bennet, Brynde, Cusse, Diper, Lewis, Munday, Stevens e Tuckey avevano ciascuna diverse generazioni coinvolte nell'agricoltura della terra del villaggio. La famiglia più importante che viveva nel villaggio alla fine del 1600 e nel 1700 era la famiglia Southby, che possedeva la fattoria che poi divenne la Manor Farmhouse. Le fattorie del XVII secolo si concentravano su mucche e formaggio e molte delle fattorie avevano una "stanza per i formaggi" appositamente costruita. Una stazione di "fermata" fu costruita a South Marston per trasportare merci deperibili al mercato. La ferrovia fu importante per i casari di South Marston. Nel XIX secolo il formaggio Wiltshire aveva raggiunto una certa fama, diventando famoso quanto il Cheddar. Tuttavia, all'inizio del XX secolo, la popolazione del villaggio si ridusse con il declino dell'agricoltura e la comunità agricola si ridusse con l'aumento delle opportunità di lavoro nella Great Western Rail Works a Swindon. Il percorso ferroviario fu aperto nel 1841. L'evento più significativo per Swindon nel XIX secolo fu nel 1843, quando i lavori ferroviari di Swindon divennero operativi. Nacque una "nuova" Swindon, a nord dell'originario insediamento collinare di "Swinedon", poi noto come "Città Vecchia". L'economia e la popolazione di Swindon si espansero rapidamente nella seconda metà del XIX secolo, in gran parte grazie al suo potenziale come snodo dei trasporti. Per prima cosa arrivò il canale Wilts & Berks da Abingdon-on-Thames per raggiungere il canale Kennet e Avon nel Wiltshire centrale. Dalla metà degli anni ottanta South Marston ha attirato lo sviluppo edilizio e la popolazione comprende lavoratori industriali e professionisti pendolari. South Marston ha in gran parte mantenuto il suo aspetto rurale e lo sviluppo ha beneficiato di una notevole dedizione al paesaggio e alla piantumazione. 

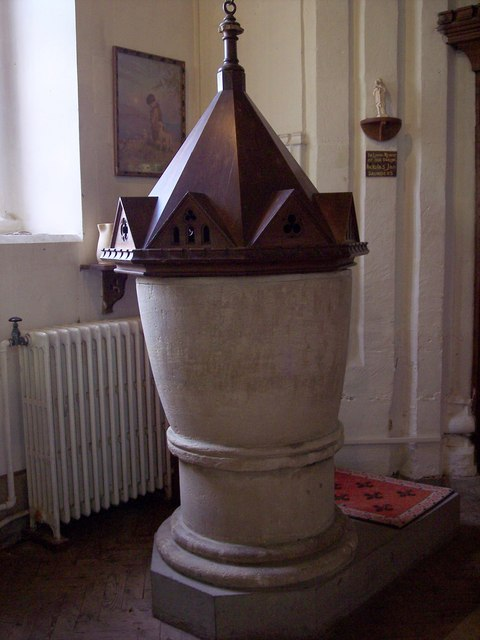
Fonte battesimale della chiesa parrocchiale

South Marston assunse un ruolo molto diverso durante la seconda guerra mondiale. La Vickers-Armstrong creò un enorme stabilimento di produzione di aeroplani a nord-ovest del villaggio, che copriva la zona industriale poi di Thornhill e a nord del villaggio su un terreno che alla fine divenne lo stabilimento di produzione Honda UK e la zona industriale di South Marston Park. Vi fu trasferita la produzione degli Spitfire da Southampton dopo che i bombardamenti distrussero la principale struttura della costa meridionale nel 1940. Gli aerei furono costruiti e testati sulla vicina pista (poi pista di prova Honda) prima di essere trasportati in basi nel Regno Unito e in tutto il mondo. A South Marston furono costruiti 121 Spitfire, con altri 50 Spitfire modificati destinati all'azione navale. La Short Brothers Ltd utilizzò parte dell'aeroporto per l'assemblaggio finale e il collaudo dei bombardieri Stirling costruiti localmente. La produzione delle versioni successive degli Spitfire continuò dopo la guerra fino al 1949.

## Monumenti e luoghi d'interesse
Nel territorio di South Marston sono presenti alcuni edifici e luoghi d'interesse, il più importante è la sua chiesa parrocchiale:
- Chiesa di Santa Maria Maddalena. Si tratta di una chiesa parrocchiale anglicana dell'XI secolo ed è un esempio di architettura normanna. Edificata in conci di pietra ed arricchita di decorazioni. La chiesa ha un presbiterio del XIII secolo, una navata del XV secolo e una tozza torre campanaria.  Il transetto è del XIX secolo e fa parte dei restauri del 1886 voluti da John Belcher. Le uniche parti che ci sono pervenute del XII secolo sono le semplici porte a nord e a sud e il fonte battesimale. Le porte furono mantenute o ripristinate nel XV secolo quando la navata unica fu ricostruita. Appartiene alla diocesi di Salisbury e dal 26 gennaio 1955 è considerata un monumento classificato di prima categoria.[5][6]